# アヴァランチーズ
アヴァランチーズ（The Avalanches、ザ・アヴァランチーズ）は、オーストラリアのエレクトロニック・ミュージックグループ。1997年に活動を始め、アルバム『Since I Left You』(2000年)、『Wildflower』(2016年)、『We Will Always Love You』(2020年)などを発表している。

## 来歴

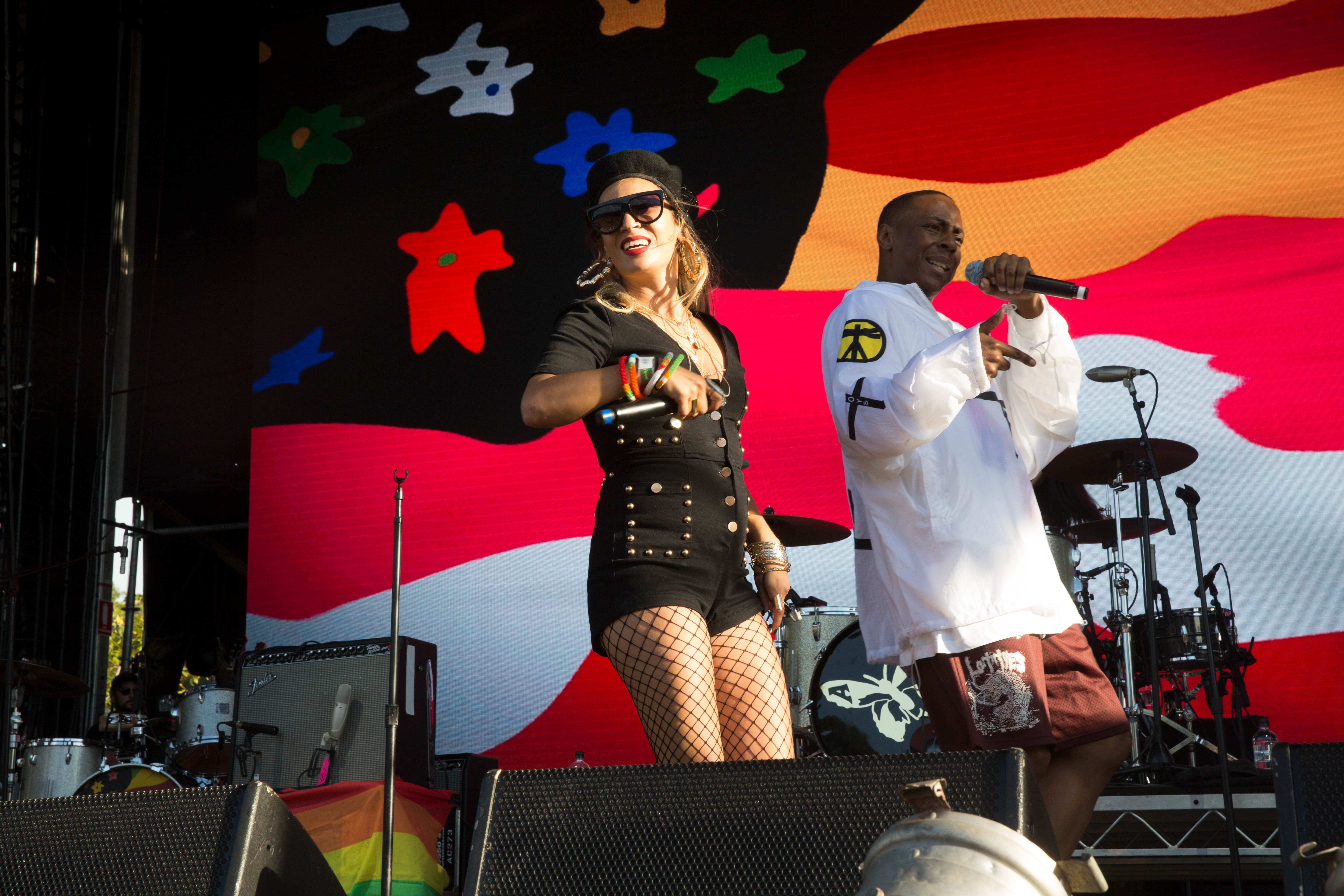
ライブでのThe Avalanches、ツアーメンバーのヴォーカル2人（2018年）

1994年、メルボルンで前身のバンドとなるノイズ・パンク・プロジェクトのAlarm 115を結成する。メンバーはキーボードのロビー・チャター（Robbie Chater）、キーボード、ベース、バッキング・ヴォーカルのトニー・ディ・ブラシ（Tony Di Blasi）、ヴォーカルのダレン・セルマン（Darren Seltmann）という構成で、1995年にはドラムのマナブ・エトーが加入した。この時期に楽器や録音機材、古いレコードを中古屋で箱買いしており、Alarm 115が解散すると、これらのレコードが新たなプロジェクトの核となった。
1997年9月、Trifekta Recordsからアヴァランチーズとしてデビュー・シングル「Rock City」をリリースする。12月にはスティーヴ・パブロヴィッチのWondergram RecordsからEP『El Producto』がリリースされた。 1998年5月にはModular Recordingsと契約する。
1998年半ばからデビューアルバムの制作を開始し、2000年2月にメルボルンのSing Sing Studiosでミキシングを終えた。11月27日、デビューアルバム『Since I Left You』がリリースされた。2001年にはイギリスでXL Recordingsからアルバムがリリースされ、UKチャートで8位を記録した。このアルバムと楽曲「Since I Left You」は批評家から極めて高い評価を受け、多くの音楽メディアが2000年代のベストアルバム、ベストソングの一つとして紹介した。
アヴァランチーズは2005年には次の作品の制作を始めていたが、表立ってはこの後10年にわたり活動休止状態となる。この間にメンバーの入れ替わりがあった。
2016年7月8日、2作目のアルバム『Wildflower』をリリースする。アルバムからは楽曲「Frankie Sinatra」「Colours」「Subways」の3つがシングルカットされた。
2020年12月11日、3作目のアルバム『We Will Always Love You』がリリースされた。

## ディスコグラフィ
スタジオ・アルバム
- Since I Left You (2000年)
- Wildflower (2016年)
- We Will Always Love You (2020年)